# Abdoulay Konko
Abdoulay Konko (Marselha, 9 de março de 1984) é um futebolista francês de descendência senegalesa e marroquina que atua como lateral-direito. Atualmente defende a Atalanta

## Carreira

### Anos iniciais
Começou a sua carreira nas categorias de base da do Martigues e depois passou pela Juventus, tendo sido emprestado no ano de 2004 para o Crotone, juntamente com Bartolucci, Guzman, Mirante, Paro e Gastaldello. Em 2006 foi vendido em acordo de copropriedade para o Siena.

### Genoa e Sevilla
Em 25 de janeiro de 2007, Konko foi vendido novamente em copropriedade para o Genoa por 1 milhão de euros, em uma transação que envolveu Domenico Criscito. No verão de 2007, Konko passa a ser totalmente do Genoa. Em 2008, foi para o Sevilla.
O Sevilla comprou Konko por um valor estimado em 9 milhões de euros. Ele assinou um contrato de 5 anos com o clube e a sua multa recisória era de 60 milhões, uma das mais altas dos jogadores do clube.

## Títulos
Sevilla
- Copa do Rei: 2009–10

Lazio
- Coppa Italia: 2012-13